# Абішему II
Абішему II (д/н — бл. 1700 до н. е.) — цар міста-держави Бібл близько 1720—1700 роках до н. е.

## Життєпис
Походив з династії Абішему. Стосовно родинних зв'язків тривають дискусії. Одні дослідники розглядають його як сина царя Іпшемуабі I і відповідно панівного його наступника (в 1770-х роках до н. е.) Згідно з цією версією, Абішему II саме той брат, якого повалив Рібадді I.
За іншою версією, походив від молодшої гілки династії, яка йшла від Абішему, сина Іпшемуабі I, проте той не здобув влади через загибель від Рібадді I. Згідно з цією гіпотезою, посів трон близько 1720 року до н. е. Натепер це здається більш переконливим.
На його панування припало потужне вторгнення гіксосів, якому вже протистояв його попередник Ілім'яні. Ймовірно, частина міста потраждала, а сам Абішему II мусив визнати зверхність гіксоських вождів, сплатити данину.
Про збереження влади навіть після вторгнення гіксосів свідчить збережена гробниця Абішему II в Біблському некрополі (№ 9). Йому спадкував Іпшемуабі II.